# Maurice Esmein
Pour les articles homonymes, voir Esmein.
Maurice Esmein, né le 4 février 1888 à Paris et mort sur le front à Vaudesincourt (Marne) le 4 février 1918, est un médecin et un peintre cubiste français.

## Biographie

### Famille et formation

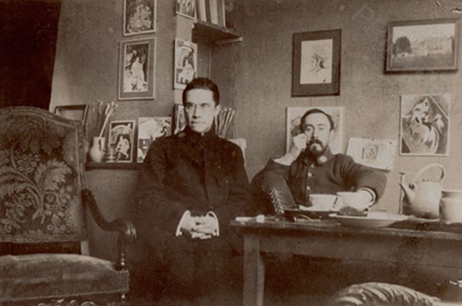
Maurice Esmein (à droite) avec Alfréd Réth.

Fils du juriste républicain Adhémar Esmein (1848-1913), et issu d'une famille de notables charentais, Maurice Esmein fait d’abord des études de médecine avant de devenir peintre, sans passer par les académies.

### Tournant de la peinture
L’impulsion lui vient vers ses 18 ans de son oncle, Julien Le Blant (1851-1936), peintre d'histoire et de scènes militaires, dont il se détache rapidement. Il se lie ensuite d’amitié avec Jean Buhot (1885-1952), orientaliste et peintre — fils du graveur Félix Buhot (1847-1898) —, ami avec lequel Maurice se lance dans des débats enthousiastes sur la peinture de son temps. Puis il se lie avec Alfréd Réth (1884-1966), peintre d’origine hongroise installé à Paris depuis 1905, qui lui fait découvrir le cubisme.
C’est sous cette influence que commence vers 1913, la période où il se construit véritablement comme peintre — il écrit précisément dans ses Carnets : « ma puberté intellectuelle se place vers 25 ans. »

### Première Guerre mondiale
Travaillant dans deux ateliers dans le 15e arrondissement de Paris, et à Luzarches (dans l’actuel Val-d'Oise), Esmein expose au Salon des indépendants, et fréquente les cercles de l’abbaye de Créteil, et du Bateau-Lavoir[réf. nécessaire].
Lorsque débute la Première Guerre mondiale, il est réformé mais ne supporte pas d’être favorisé par le sort par rapport à ses camarades mobilisés. Il est affecté comme médecin auxiliaire à l’hôpital du lycée Chaptal, mais se porte rapidement volontaire pour le front, où il part en tant que médecin.

### Mort au front
Affecté au Mont-sans-nom près de Reims, il se fait accepter dans une patrouille, une nuit où l’on manque de volontaires pour une reconnaissance. La patrouille se fait prendre par un projecteur ennemi et mitrailler.
Il est tué le 4 février 1918, le jour même de ses 30 ans.

## Style
Influencé par le cubisme, Maurice Esmein s’intéresse surtout à ce que, par le travail de la forme, il apporte à la peinture. Mais il ne se détache jamais complètement de la représentation de la réalité.
Aussi ses tableaux sont-ils souvent des portraits et des paysages cubistes, ne tombant jamais dans l’abstraction. La vie y reste toujours présente, comme prise et révélée à la fois par la forme, un peu comme chez Paul Cézanne. Il est à la recherche d’un genre pictural neuf, d’une « peinture complète », qui allierait la sensualité à l’intellect, la forme à la matière, la composition cubiste avec le paraître naturel de l’impressionnisme.

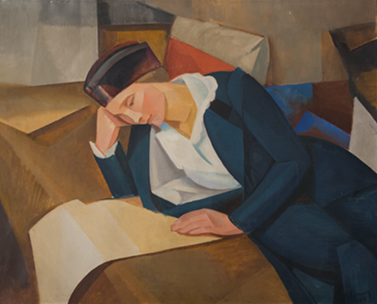
La Femme en bleu[5].
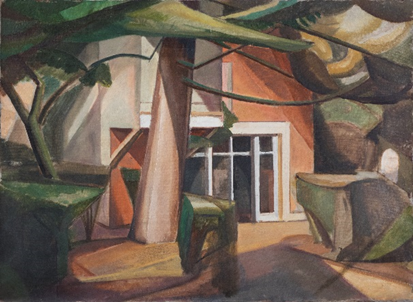
Jardin de Dinard[5].
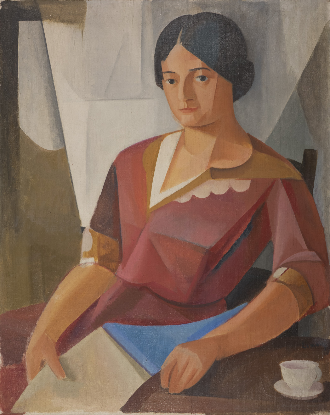
Portait de Suzanne Karpelès[6].

## Postérité

### L'après-guerre
Maurice Esmein laisse une quarantaine de toiles, beaucoup de dessins, d’aquarelles et de gravures.
Après sa mort, une exposition de ses œuvres a lieu en 1919 à la galerie Vildrac, rue de Seine à Paris[réf. nécessaire], l’une des premières galeries d’art moderne créée par l’écrivain Charles Vildrac et sa femme. Vildrac, qui fut lui-même combattant, expose les œuvres de peintres morts à la guerre. On y voit un petit nombre d'œuvres posthumes d'Esmein.

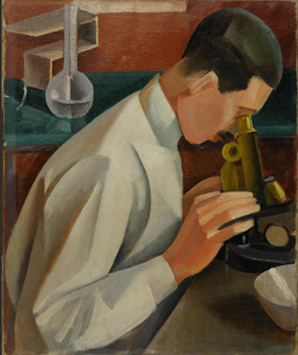
Au Laboratoire, Paris, musée national d'Art moderne.

Le musée national d'Art moderne à Paris acquiert l’un de ses tableaux, Au laboratoire. 
Beaucoup de ses toiles sont aujourd’hui dans des collections privées, mais une partie d’entre elles sont exposées à nouveau à la galerie du Luxembourg de la mairie du 6e arrondissement de Paris en décembre 2022 et janvier 2023 dans une exposition intitulée « Maurice Esmein, un peintre aux sources du cubisme ».

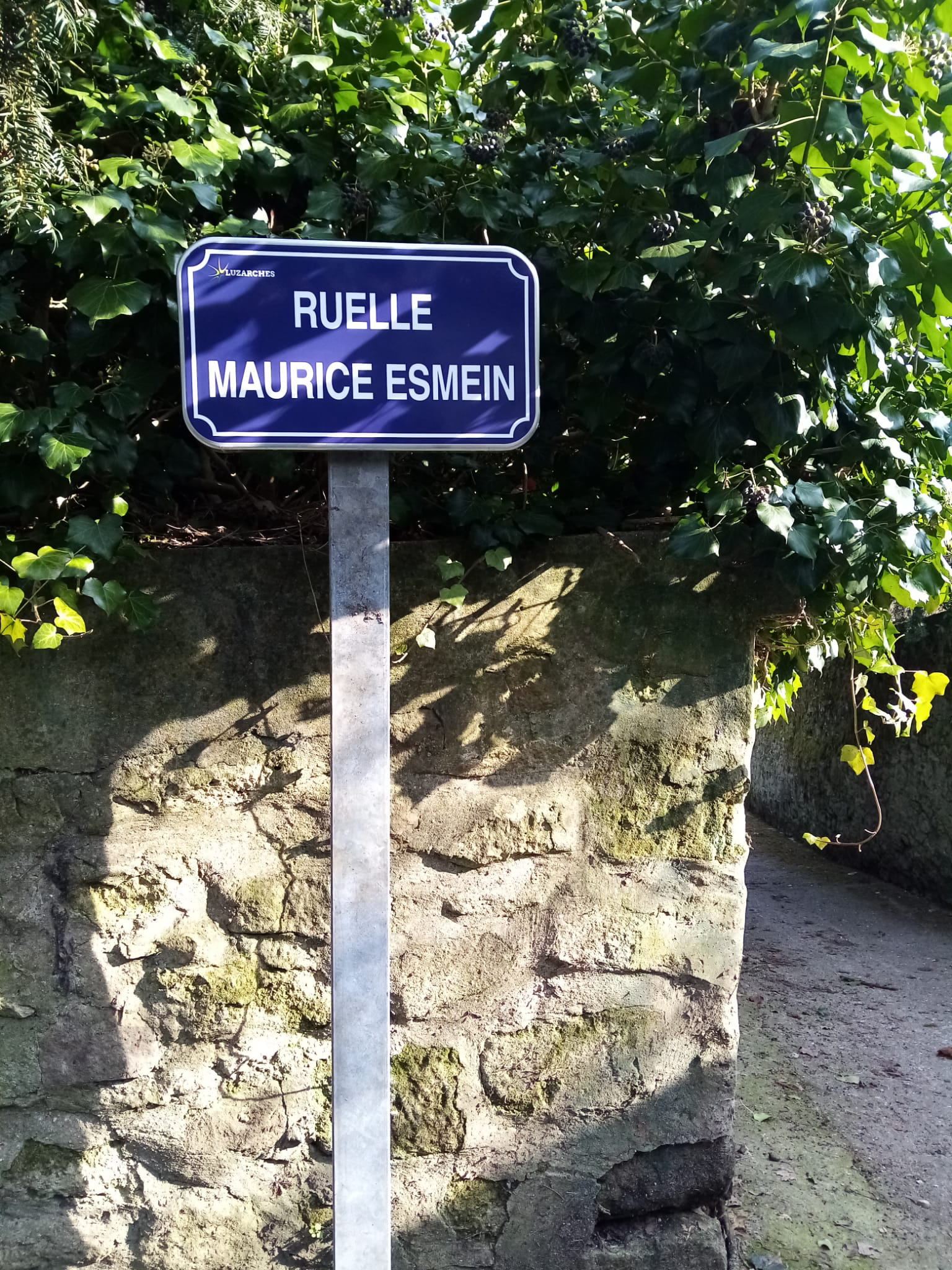
Plaque de rue à Luzarches.

### LesCarnets (1913-1918)
Esmein a également laissé un manuscrit intitulé Carnets, que les éditions Hermann publient pour la première fois fin novembre 2022. Griffonnés à partir de 1913 jusque pendant la Première Guerre mondiale, même écrits au front, ce sont des réflexions sur la peinture, l’impressionnisme, le cubisme, les constructions intellectuelles qui sous-tendent l'art moderne.

Ces Carnets manifestent bien que, lorsqu’il meurt au combat, ses réflexions sur la peinture s'accordent avec celles de son époque. Léon Werth avait signalé l’existence de ces notes dès 1923 dans un chapitre consacré à Maurice Esmein de son livre Quelques peintres. On y lit les phrases suivantes : 

« Maurice Esmein a écrit des pages excellentes sur les peintres contemporains. Mais je sens la difficulté de donner une juste idée de ces notes par de brèves citations tronquées. Et j’espère que ces textes, que Charles Vildrac m’a communiqués, seront prochainement publiés. »

Vildrac et Werth s’y intéressaient et voulaient les rendre publics. Ces carnets manuscrits, retrouvés en 2016 dans les archives familiales, sont un témoignage sur les réflexions d’un peintre pris dans la mouvance du cubisme.
« Comment envisager maintenant le problème de la peinture après la guerre ? », se demande Esmein en novembre 1916. Artiste d’une grande culture, autant que critique avisé, il interroge les pratiques artistiques de son temps et parcourt les « culs-de-sac » dans lesquels ses contemporains se perdent.
Commentant, parfois sévèrement, les œuvres de Claude Monet, d'Auguste Renoir, d'Henri Matisse ou de Pablo Picasso, il fustige aussi ses propres erreurs. Il est à la recherche de cette troisième voie entre le cubisme et l’impressionnisme, qui allierait la sensualité à l’intellect, la forme à la sensibilité. Les Carnets révèlent un artiste en devenir qui est aussi un chercheur et qui explore les moyens d’enrichir la peinture de son temps en tentant d'y introduire plus de beauté plastique et d’animation par la lumière.

## Écrits
- « De la sauvagerie en art, Réflexions au sujet des masques nègres de la Côte d'Ivoire », L’Art Libre, no 15, Bruxelles, 15 octobre 1919, p. 167-168.
- « Une soirée à Luzarches », Les Cahiers d’aujourd’hui, no 7, Paris, éd. G. Crès, 1921, p. 97-100.
- Carnets (1913-1918) : Tourments d’un peintre pour réformer le cubisme (préf. Jean Esmein), Paris, Hermann, coll. « Savoir sur l'art », 2022, 172 p. (ISBN 1037021835, EAN 9791037021830)